# Estação Ayacucho (Metrô de Lima)
A Estação Ayacucho é uma das estações do Metrô de Lima, situada em Lima, entre a Estação Jorge Chávez e a Estação Cabitos. Administrada pela GyM y Ferrovías S.A., faz parte da Linha 1.
Foi inaugurada em 11 de julho de 2011. Localiza-se no cruzamento da Avenida Tomás Marsano de Surco com a Avenida Ayacucho. Atende o distrito de Santiago de Surco.